# Orthemis coracina
Orthemis coracina là loài chuồn chuồn thuộc họ Chuồn chuồn ngô. Loài này được Natalia von Ellenrieder mô tả khoa học đầu tiên năm 2009.